# Hintonia
Hintonia es un género con cinco especies de plantas con flores perteneciente a la familia Rubiaceae. Se distribuye por Centroamérica.

## Taxonomía
El género fue descrito por el botánico inglés; Arthur Allman Bullock y publicado en Hooker's Icones Plantarum 33(4): 1, sub t. 3295, en el año 1935. (Dec 1935) (Hooker's Icon. Pl.). La especie tipo es: Hintonia latiflora (Sessé & Moc. ex DC.) Bullock. 

## Especies deHintonia
- Hintonia latiflora
- Hintonia lumaeana
- Hintonia octomera
- Hintonia pulchra (ahora Osa pulchra)
- Hintonia standleyana